# Bannockburn (Schotland)
Bannockburn is een plaats ten zuiden van de stad Stirling in Schotland. De plaatsnaam is afkomstig van de rivier Bannock Burn die door het plaatsje stroomt.
In 1314 versloeg het leger van Robert the Bruce, dat sterk in de minderheid was, het grote leger van koning Eduard II van Engeland in de Slag bij Bannockburn. Hiermee veroverde Schotland zijn vrijheid terug tegen de jarenlange tirannie van de Engelsen.